# 德米夫斯凯 (基辅州)
50°34′28″N 31°4′11″E / 50.57444°N 31.06972°E
德米夫斯凯（羅馬化：Dykivske），2024年9月前名为佩爾紹特拉夫內韋（烏克蘭語：Першотравневе），是位於烏克蘭北部的村莊，由基辅州布羅瓦雷區的大德梅爾卡市鎮負責管轄。該村始建於1922年，面積0.55平方公里，海拔高度108米，2001年人口34，人口密度每平方公里61.8人。
2024年9月19日，乌克兰最高拉达将此村的名字改为“德米夫斯凯”。